# Francesco Adinolfi
Francesco Adinolfi (Angri, 10 novembre 1960) è un giornalista, disc jockey e conduttore radiofonico italiano.

## Biografia
Giornalista professionista, nel 1988 si è laureato presso l’Università degli Studi di Roma, La    Sapienza, in Lingue e Letterature Straniere Moderne (lingua inglese). Nel 1989 ha conseguito il diploma di interprete e traduttore in lingua inglese e tedesca presso la Scuola per Interpreti e Traduttori di Roma. Dal 1981 al 1992 è stato caporedattore del settimanale Ciao 2001. Ha collaborato stabilmente con note testate musicali internazionali - Sounds (Gb), Melody Maker (Gb), Record Mirror (Gb), Juke (Australia), Rock (Giappone) - e con varie testate nazionali (Il Mattino, L'Espresso ecc.). Ha tenuto corsi universitari (corso integrato di «Musica e sociologia visuale» c/o la Facoltà di Sociologia dell’Università degli Studi di Roma, La Sapienza) e realizzato sigle televisive (Il caso Scafroglia, Per un pugno di libri ecc.). Ha curato alcune voci per la Encyclopedia of Popular Music of the World (Continuum International Publishing Group Ltd) ed è responsabile della sezione Ultrasuoni dell'inserto Alias del quotidiano il manifesto. 
Per Radio Rai ha condotto Stereonotte; per Radio 2 Ultrasuoni Cocktail e Popcorner; per Radio 1 Beat Connection. Dal settembre 2018 conduce Beat Club su Radio 1. Dal 12 settembre 2021 conduce Ultrapop su Radio 24.
Nel 1989 la sua tesi di laurea dà origine al libro Suoni dal ghetto - La musica rap dalla strada alle hit parade (Costa & Nolan) primo saggio uscito in Italia sul rap e l'hip hop. Nel 2000 pubblica Mondo Exotica (Einaudi), saggio musicale, storico, sociale che analizza il fenomeno della riscoperta della cosiddetta musica lounge/cocktail e dei suoi vari sottogeneri (exotica, space age pop, spy music, crooner music, crime jazz, colonne sonore di film di genere ecc.). Il libro - che riflette su come quei suoni e quegli ambiti culturali anni '50/'60/'70 hanno contribuito ad edificare stereotipi e esotismi che a tutt'oggi pericolosamente persistono in Occidente - è stato tradotto in inglese e pubblicato negli Stati Uniti nel 2008 dalla Duke University Press con lo stesso titolo. L'edizione inglese è stata accolta con entusiasmo dalla critica internazionale ricevendo nel 2009 l’ARSC Award for Excellence in Historical Recorded Sound Research (Premio eccellenza per il valore storico nell'ambito della ricerca musicale).Nel 2021 è uscita la versione ampliata, riveduta e aggiornata di Mondo Exotica (Marsilio).

## Opere
- Suoni dal ghetto. La musica rap dalla strada alle hit-parade, Costa & Nolan, 1989
- Mondo exotica. suoni, visioni e manie della generazione cocktail, Einaudi, 2000, ristampa Marsilio, 2008
  - Mondo Exotica, Duke University Press, 2008

| Controllo di autorità | VIAF (EN) 48402795 · ISNI (EN) 0000 0001 2131 6424 · SBN CFIV096733 · LCCN (EN) n91034180 |